# 旭川志峯高等学校
旭川志峯高等学校（あさひかわしほうこうとうがっこう、英: Asahikawa-shihō High School）は、北海道旭川市にある私立の高等学校であり、学校法人旭川志峯学院が運営する学校である。
かつては、北海道の高校では珍しく、「スクールバス事業部」があり、旅客限定免許を取得し、旭川電気軌道から譲り受けた車両を用いて、登下校時のスクールバスや校外活動時の生徒輸送を行っていたが、2007年（平成19年）4月からスクールバスについては旭川電気軌道に運行を委託している。日本大学の元準付属校。
硬式野球部が全国高等学校野球選手権大会に11度出場している強豪校である（2025年時点）。2024年度バレーボール部は第77回春の高校バレー初出場を果たす。
かつての関連校であった旭川大学と旭川大学短期大学部の公立化による経営の分離、ならびに設置者の学校法人旭川大学から学校法人旭川志峯学院への名称変更に伴い、2023年（令和5年）度から「旭川志峯高等学校」へ校名が変更された。

## 沿革
主な出典：
- 1898年10月 - 北海道上川郡旭川村3条通9丁目で旭川裁縫専門学校として開校。
- 1901年10月 - 校舎を上川郡旭川町4条通12丁目右10号に移転。
- 1904年06月[注釈 3] - 旭川裁縫女学校に校名変更。
- 1908年04月[注釈 4] - 旭川女学校に校名変更。
- 1924年04月[注釈 5] - 旭川実科高等女学校に校名変更（実科高等女学校としての認可日は同年3月22日[11]）。
- 1943年04月 - 中等学校令により改まり、旭川共立高等女学校に校名変更。
- 1948年
  - 3月 - 財団法人旭川共立女子学園が設立認可され、同法人が設置者となる。
  - 4月 - 学制改革により旭川共立女子高等学校に転換。
- 1951年03月 - 私立学校法により設置者が学校法人旭川共立女子学園に組織変更。
- 1952年04月[注釈 6] - 旭川女子高等学校[注釈 7] に校名変更。
- 1964年04月 - 日本大学の準付属校となり、旭川日本大学高等学校に校名変更（1976年に準付属校を解除[注釈 1]）。男子部を設置。
- 1965年11月 - 現在地の旭川市永山7条16丁目に男子部校舎を建設。
- 1968年04月 - 設置者の学校法人北日本学院大学への名称変更に伴い、北日本学院大学高等学校に校名変更。
- 1970年05月[注釈 8] - 設置者の学校法人旭川大学への名称変更に伴い、旭川大学高等学校に校名変更。
- 1977年04月 - 男子部と女子部を統合し男女共学化（女子部が男子部の永山校舎に移転）。
- 2023年04月 - 設置者の学校法人旭川志峯学院への名称変更に伴い、旭川志峯高等学校 [注釈 9] に校名変更[5]。

## 部活動
主な出典：
- 運動系
  - 軟式野球部
  - 陸上部★
  - 柔道部★
  - 剣道部★
  - バスケットボール部（男子）★
  - バレーボール部（女子） ★ - 春の高校バレー出場1回。
  - サッカー部★
  - 弓道部
  - ソフトテニス部
  - 硬式野球部★ - 夏の甲子園出場11回。春の甲子園出場はない。
- 文化系
  - 茶道部
  - 書道部
  - 調理部
  - 吹奏楽部★
  - インターアクト部
  - 美術部
  - イラスト部
- 外局・同好会
  - 新聞局
  - 放送局
  - 書記局
  - 弁論同好会
  - チアダンス同好会
  - 硬式テニス同好会
  - 水泳同好会

★は文化・体育奨学生対象部

## 制服について

### 1990年度入学生から2004年度入学生まで
制服はブレザー着用であった。男子のズボン、および女子のスカートとベストは共に緑と黒のチェック模様。夏服は白地のワイシャツ(女子はブラウス)に特注品のネクタイ、またはポロシャツ（胸ポケットがあり3つのボタンで固定、男女兼用）であり、冬服は男子がワイシャツ、女子はブラウスに特注品のネクタイ着用である。
この頃までは、制服は夏と冬の違いは夏服にポロシャツがあったことと、袖の長さに違いがあったのみ。
当時の女子の制服については、こちら も参照のこと。

### 2005年度入学生から2008年度入学生まで
冬服はそのままだが、夏服が男女ともポロシャツに統一された。これに伴い夏場は平常時の、ワイシャツ・ブラウス・ネクタイ・ベスト(女子のみ)の着用はなくなった。

### 2009年度入学生から2019年度入学生まで
それまでの緑を基調としたデザインのブレザーから、青紫を基調としたものに変更。女子はネクタイからリボンの着用に変更となった。
夏服はポロシャツ(胸ポケットなし、2つのボタンで固定)だが、男女ではデザインに違いがみられる。

### 2020年度入学生から現在まで
女子スカートと男女スラックスの前デザインをマイナーチェンジ。男女ブレザーは最軽量化し、家庭でも洗濯ができる。また校章入りのパーカーも導入された。

## 著名な出身者
- 有沢賢持 - 元プロ野球選手
- 鈴木貴久 - 元プロ野球選手
- 乱橋幸仁 - 元プロ野球選手
- 田沢由哉 - 元プロ野球選手
- 沼田翔平 - プロ野球選手
- 持丸泰輝 - プロ野球選手
- 髙平慎士 - 北京オリンピック陸上競技銅メダリスト
- 夏見円 - 2002年ソルトレークシティオリンピック、2006年トリノオリンピック、2010年バンクーバーオリンピック、クロスカントリースキー競技代表選手
- 石田正子 - トリノオリンピック、バンクーバーオリンピック、ソチオリンピック、平昌オリンピック、北京オリンピック、クロスカントリースキー競技代表選手
- 森大助 - 柔道家
- 藪下めぐみ - 柔道家
- 倉持亜佐美 - 柔道家
- 山部佳苗 - 柔道家
- 川島巴瑠菜 - 柔道家
- 田澤勇気 - サッカー選手
- 旭大星託也 - 元大相撲力士
- 田中陽希 - プロアドベンチャーレーサー
- 林翔太郎 - プロバスケットボール選手

## 系列校

### 現在の系列校
- 旭川志峯幼稚園（旧名称：旭川大学附属幼稚園）
- 旭川情報ビジネス専門学校（旧名称：旭川大学情報ビジネス専門学校）

### かつての系列校
- 旭川大学
  - 2023年、旭川市立大学へ名称変更、ただし別法人への移管により系列校ではなくなる。
  - なお、旭川大学高等学校当時に、旭川大学との間で2016年11月15日付けで高大連携協定を締結[18]。
- 旭川大学短期大学部 - 2023年、旭川市立大学短期大学部へ名称変更、ただし別法人への移管により系列校ではなくなる。